# Opius femoralis
Opius femoralis är en stekelart som beskrevs av Jimenez Peydro 1983. Opius femoralis ingår i släktet Opius och familjen bracksteklar. Inga underarter finns listade i Catalogue of Life.